# Cristo morto sorretto da due angeli (Giovanni Bellini Venezia)
Il Cristo morto sorretto da due angeli è un dipinto tempera su tavola di pioppo (74x50 cm) di Giovanni Bellini, databile al 1460 circa e conservato nel Museo Correr di Venezia.

## Storia
La tavola è considerata tra le più antiche Pietà di Giovanni Bellini, assieme alla Pietà dell'Accademia Carrara di Bergamo e la Pietà del Museo Poldi Pezzoli di Milano. 
L'opera reca sul bordo del sepolcro la data apocrifa 1499 e l'altrettanto falso monogramma di Albrecht Dürer. 

## Descrizione e stile
L'immagine si rifà alle icone bizantine dell'imago pietatis, molto diffuse a Venezia, e dei Ritratti di Passione, dove Cristo era raffigurato morto con le piaghe della Passione e con un fedele che lo contemplava, traendo dall'osservazione del dolore divino oltre che compassione anche consolazione per il proprio. 
L'opera mostra il Cristo che si leva dal sepolcro scoperchiato, sorretto da due angioletti ai lati e impostato sullo sfondo di un paesaggio che in lontananza mostra una strada attraversata da cavalieri e una città murata e turrita. 
Nonostante evidenti gli influssi di Andrea Mantegna riscontrabili (il pittore padovano era cognato di Bellini dal 1453), l'opera è intonata a un lirismo intenso che divenne una delle caratteristiche base dell'arte di Giovanni, trasfigurando il dramma divino in un sentimento accorato e malinconico. Il segno è forte e raggiunge nel perizoma scultoreo del Cristo e nelle sue mani rattrappite ed abbandonate la massima tensione. L'insistenza sui contorni e le ombre dure arrivano a richiamare i pittori della prima scuola ferrarese, filtrati forse attraverso gli allievi di Squarcione, con cui Bellini entrò in contatto.